# Cosinus versus

Eenheidscirkel met goniometrische functies
cosinus versus

De cosinus versus of coversinus, aangeduid met {\displaystyle \mathrm {coversin} }, van een scherpe hoek {\displaystyle \theta } in een rechthoekige driehoek is een goniometrische functie, gedefinieerd als: 
{\displaystyle {\textrm {coversin}}(\theta )=1-\sin(\theta )}
De cosinus versus werd vroeger vaak in de astronomie, navigatiekunde en binnen de wiskunde in de boldriehoeksmeting gebruikt, maar nu nog maar zelden. De computertechniek is daarvoor een voorbeeld. Goniometrische tabellen werden overbodig, dus ook alle functies die, zoals de cosinus versus, gemakkelijk uit andere functies konden worden afgeleid, in dit geval de sinus.
Het verband tussen de sinus versus en cosinus versus wordt als volgt gegeven:
{\displaystyle {\textrm {coversin}}(\theta )={\textrm {versin}}\left({\frac {\pi }{2}}-\theta \right)}
De cosinus versus is dus de sinus versus van de complementaire hoek {\displaystyle {\frac {\pi }{2}}-\theta }.